# Књижевни круг (часопис)
Књижевни круг је часопис који је излазио је у Смедереву од фебруара 1932. до априла 1933. године као часопис напредне омладине Југославије.

## О часопису
Покретач часописа био је тадашњи ученик Смедеревске гимназије, Танасије Младеновић. Седиште часописа било је у Улици Војводе Степе бр. 53 у Смедереву, у кући у којој је становала породица Младеновић, родом из Сараораца. Штампан је ћирилицом у штампарији Јадран у Пожаревцу. Двоброј 5/6 је штампан на латиници.

### Историјат
Према поднаслову и уводном тексту часопис је замишљен као слободна књижевна трибуна тј. гласило у коме ће се сукобити мишљења и идеологије. Следећи број (св. 2/4, 1932) изашао је промењеног поднаслова – месечник за књижевност, а штампан је у штампарији Дома малолетника у Београду. Исте године у Београду је објављен наредни двоброј 5/6 са поднасловом – месечник за књижевност и културна питања. Штампан је у штампарији Нова штампарија у Београду.

### Поднаслови часописа
- Књижевни круг : слободна књижевна трибуна - број 1, 1932. година
- Књижевни круг : месечник за књижевност - број 2/4, 1932. година
- Књижевни круг : месечник за књижевност и културна питања - број 5/6, 1932. година

## Уредници

### Први број
Један од важних чланова редакције био је Танасије Младеновић. Као власник и одговорни уредник овог првог броја, властима је пријављен Стјепан Ђ. Игњатовић, једини члан редакције у радном односу, а остали сарадници били су:
- Кочо Рацин
- Милован Ђилас
- Никола Дреновац
- Радован Зоговић
- Зарија Лучанин
- Радомир Лукић (био је задужен за техничко уређење првог броја).

### Број 5/6 из 1932. године
Уредници су у овом броју наговестили у току године наградни конкурс за најбољу новелу.
- Танасије Младеновић
- Јован Путник
- Љубомир Манојловић

### Број 1 из 1933. године
Последњи број часописа изашао је 5. априла 1933. године у Загребу под измењеним насловом - Круг. Као власници потписани су:
- С. М. Штедимлија (Загреб)
- Танасије Младеновић (Београд).

Мада је најављено да ће следећи број изаћи почетком маја 1933. године, часопис је, због недостатка средстава, престао да излази.

## Теме
- Пезија
- Проза
- Критички прикази књига
- Критички прикази периодике